# Stazione di Genova Granara
Stazione di Genova Granara vasútállomás Olaszországban, Genova településen.

## Vasútvonalak
Az állomást az alábbi vasútvonalak érintik:
- Asti–Genova-vasútvonal

## Kapcsolódó állomások
A vasútállomáshoz az alábbi állomások vannak a legközelebb:
- Stazione di Genova Acquasanta
- Stazione di Genova Costa di Sestri Ponente